# Moritz von Fries
Moritz von Fries (Vienna, 6 maggio 1777 – Parigi, 26 dicembre 1826) è stato un banchiere, collezionista d'arte e mecenate austriaco.

## Biografia
Moritz von Fries era il figlio minore del conte Johann von Fries (un nobile svizzero, già sindaco di Zurigo, proveniente da una famiglia di banchieri, che si era trasferito in Austria diventando anche consigliere della Casa Imperiale) e della contessa Anne d'Escherny.
Dal 1794 al 1797 studiò a Lipsia, sotto le cure del direttore di gallerie Lerse, amico d'infanzia di Goethe. Egli incrementò la raccolta di opere d'arte del precocemente defunto fratello Joseph von Fries (1765–1788) di più di 300 capolavori (tra i quali opere di Raffaello,  van Dyck, Rembrandt, Reni, Dürer); egli possedeva una enorme raccolta di disegni, incisioni, sculture, monete e minerali, oltre a una fornitissima biblioteca.
Fries apparteneva alla cerchia di amici di Ludwig van Beethoven, che egli finanziò anche. Il grande compositore gli dedicò la Sonata per violino N.4 (1801), la Sonata per violino N. 5 (La Primavera, 1802) e la Sinfonia n. 7 il La maggiore op. 92. Successivamente Fries fu anche molto generoso con Franz Schubert.

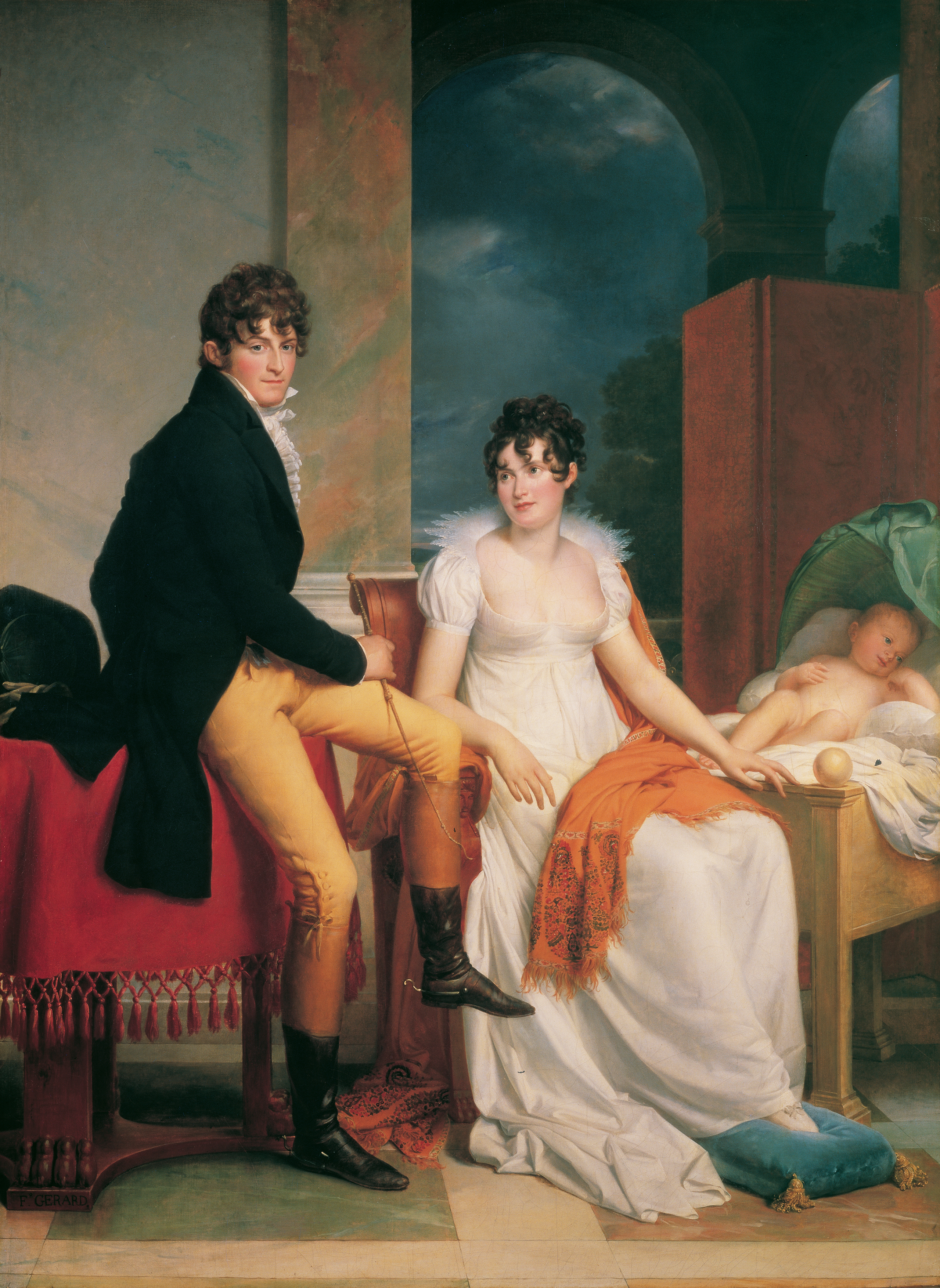
François Gérard: Moritz Christian Reichsgraf von Fries con la consorte Frau Maria Theresia Josepha, nata Principessa Hohenlohe-Waldenburg-Schillingfürst, e il figlio Moritz, verso il 1805, Galleria austriaca del Belvedere, Vienna

La banca della famiglia Fries, che fu fondata dal padre di Moritz, Johann von Fries, produsse in Vienna dal 1752 fino al 1776 I  talleri di Maria Teresa, che fino al XIX secolo, persino in Africa e in Oriente, era un mezzo di pagamento legale. I banchieri Fries appartenevano alle personalità più influenti dell'alta finanza austriaca.
Nel 1773 la signoria e il castello di Vöslau divennero proprietà della famiglia Fries e di qui iniziò l'ascesa di Bad Vöslau. La famiglia Fries fece ristrutturare il castello di Vöslau da Johann Ferdinand Hetzendorf von Hohenberg, architetto di corte e curatore della  Gloriette e del teatro del castello a Schönbrunn, come del futuro Palazzo Pallavicini. Insieme a Hetzendorf giunse anche a Vöslau l'architetto Franz Anton Zauner, del quale si ammirano i putti sul portale del parco del castello come quelli dello scalone del medesimo. L'architettura del castello con le figure plastiche formano uno strano insieme di arte neoclassica per l'Austria.
Graf Moritz von Fries sposò in prime nozze la principessa Maria Theresia zu  Hohenlohe-Waldenburg-Schillingsfürst (1779–1819). Un ritratto della famiglia fu dipinto verso il 1805 da François Gérard e si trova oggi nella Galleria del Belvedere in Vienna.
Nel 1825 il conte sposò in seconde nozze la ballerina Fanny Münzenberg (1795–1869), dalla quale egli aveva già avuto nel 1820 la figlia Amalia Felicia.

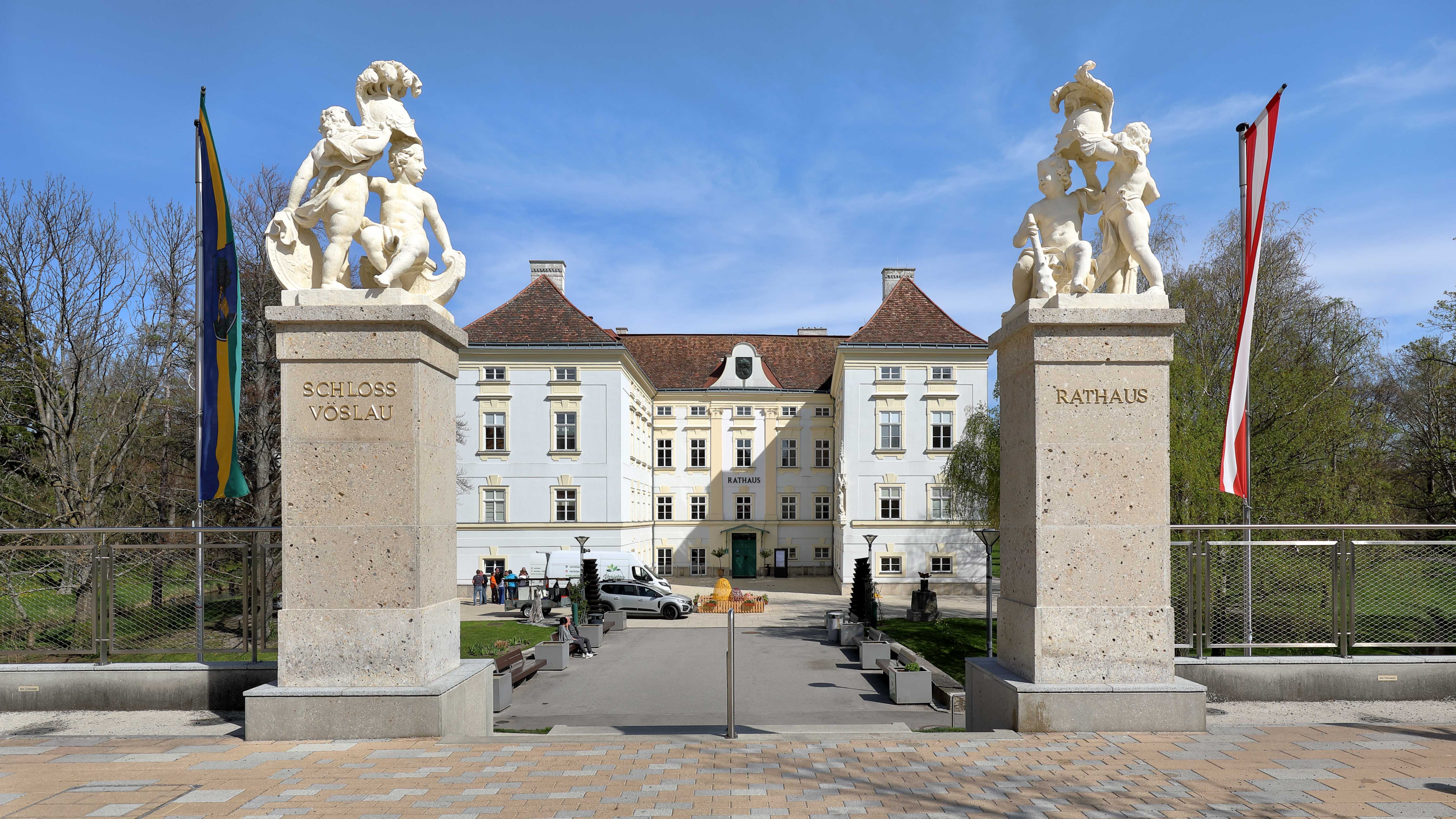
Castello di Vöslau, l'odierno municipio

Il patrimonio della banca era salito fino al 1800 a 2,5 milioni di fiorini, l'80% dei quali appartenevano a Fries. A questo punto Moritz von Fries era l'uomo più ricco della monarchia. Tuttavia questo grosso patrimonio entro un quarto di secolo andò completamente perduto, terminando in aprile 1826 con un decreto di insolvenza. Le enormi spese della famiglia, i forti dispendi per grandi viaggi, la grande svalutazione provocata dalle Guerre napoleoniche e altro ancora provocarono la caduta delle banche.
Nel 1820 le sue quote di partecipazione erano calate al 40%, l'inarrestabile discesa fu così rapida che lo allontanò dalla banca e portò suo figlio all'apice della medesima, ma ormai la catastrofe non poteva più essere impedita. 
La sua importante collezione di tesori d'arte dovette essere venduta all'asta a favore dei creditori, dopo che fu decretato il fallimento della banca di Fries. Il conte Moritz von Fries si recò quindi insieme alla sua seconda moglie a Parigi, dove pochi mesi dopo, all'età di 49 anni, morì.